# Gerrardina
Gerrardina je maleni biljni rod smješten u vlastitu porodicu Gerrardinaceae, dio reda Huerteales. Postoje dvije priznate vrste grmova i drveća, obje iz Afrike.

## Vrste
1. Gerrardina eylesiana Milne-Redh., Malavi, Mozambik, Tanzanija, Zimbabve
2. Gerrardina foliosa Oliv., Južnoafrička Republika i Esvatini